# Pavilhão do Conhecimento
O Pavilhão do Conhecimento - Centro Ciência Viva, originalmente Pavilhão do Conhecimento dos Mares, é um museu de ciência e tecnologia localizado na margem direita do rio Tejo, no Parque das Nações, em Lisboa, Portugal.
Exposições temáticas nas áreas de Física, Matemática, Química, Biologia e Ciências Sociais e centenas de módulos interativos tornam este Centro numa casa de ciência para todos. 
O Pavilhão do Conhecimento integra a Rede Nacional de Centros Ciência Viva, que conta com 21 centros de ciência e tecnologia distribuídos por todo o território nacional.

## História
Fez parte da área abrangida pela Expo'98 em 1998, atualmente denominada Parque das Nações. O projeto do seu edifício é da autoria do arquiteto João Luís Carrilho da Graça e do engenheiro António Adão da Fonseca, e foi contemplado com o Prémio Valmor e Municipal de Arquitetura em 1998.
Durante a Expo'98, o Pavilhão teve a denominação de "Pavilhão do Conhecimento dos Mares", e os seus conteúdos mostravam a relação do ser humano com o Oceano, ao longo dos tempos. Entre as peças em destaque à época, contavam-se o mostruário com hologramas-miniatura, numerosos modelos de barcos e submarinos e um modelo em tamanho real de um submarino idealizado por Leonardo da Vinci.
Com o fim do evento, o espaço foi remodelado como Pavilhão do Conhecimento e aberto ao público em julho de 1999, constituindo-se como o maior centro interativo de ciência e tecnologia da Rede Nacional de Centros Ciência Viva no país. Recebe em média cerca de 1 000 visitantes por dia.

## Exposições e atividades
O Pavilhão do Conhecimento - Centro Ciência Viva acolhe grandes exposições temáticas e centenas de módulos interativos destinados à exploração, pelos visitantes de todas as idades, de aspetos do mundo da Física, da Matemática e da Tecnologia, distribuídos por 4 000 metros quadrados. Exposições temporárias, ateliês, conferências, férias com ciência e outras atividades complementam a oferta.
As exposições permanentes são:
- Explora
- Tcharan! Circo de Experiências
- Fishanário
- Módulos em Fuga

Os visitantes têm ainda acesso a uma Cafetaria e a uma Loja.

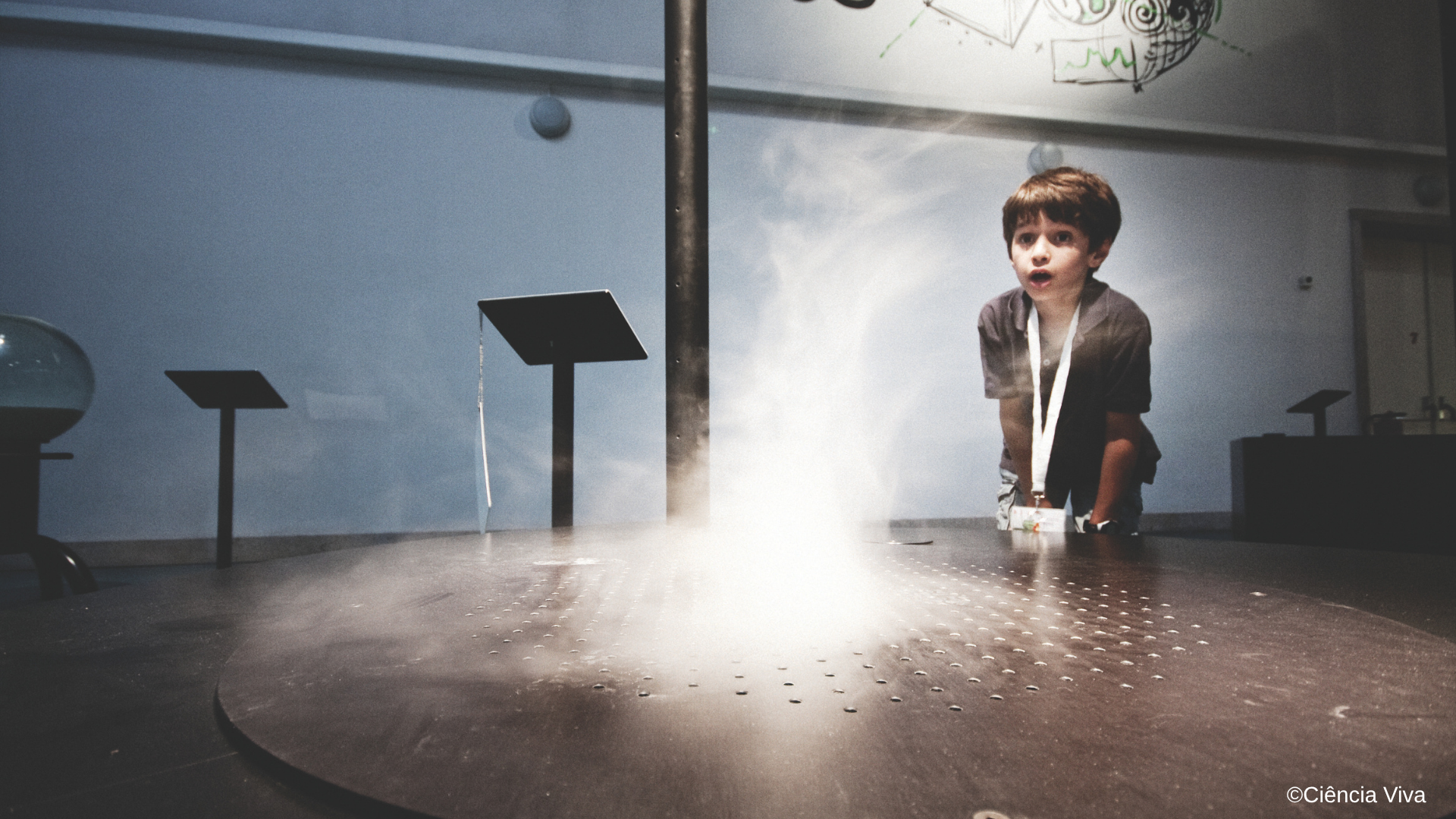
Explora
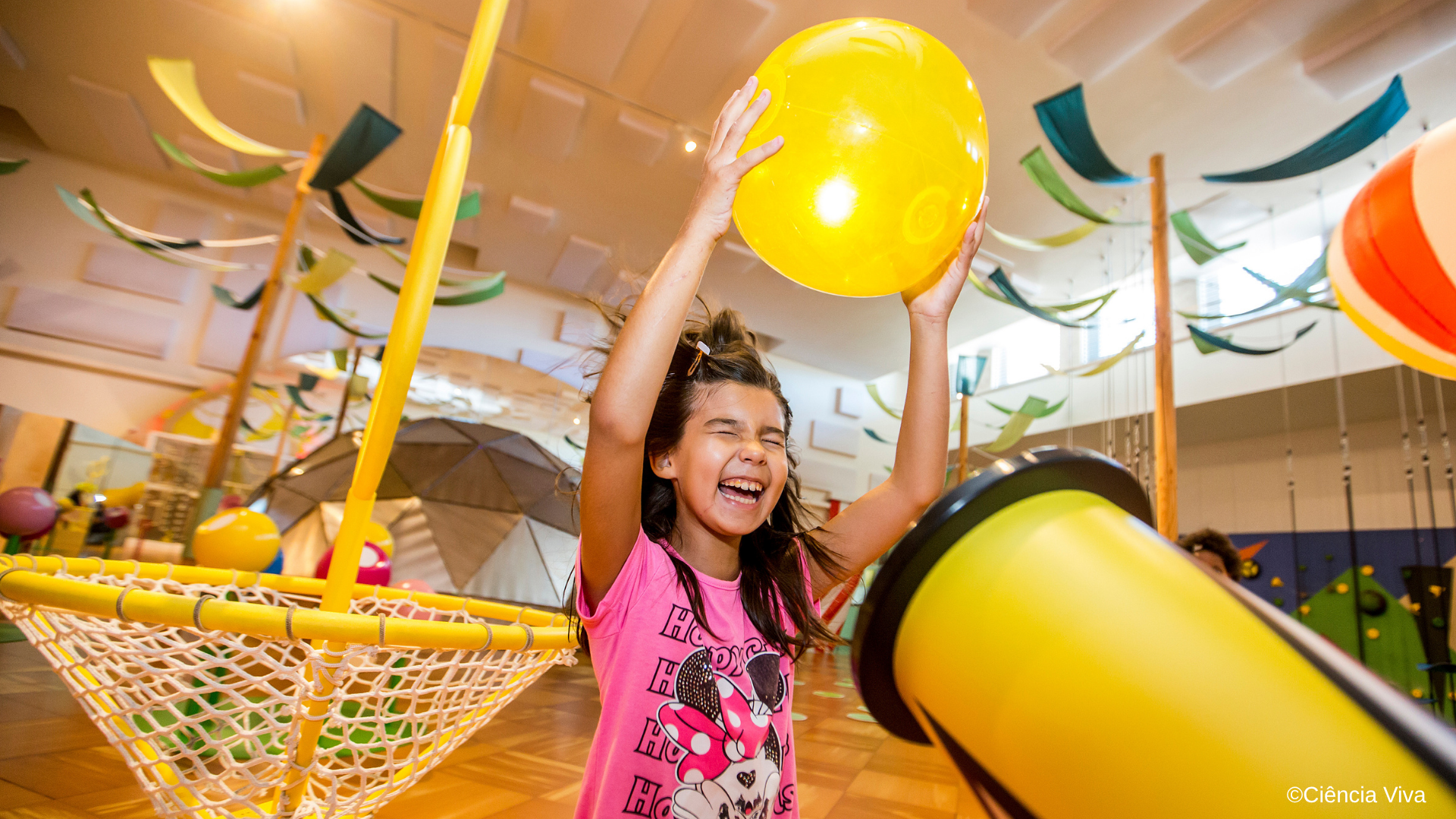
Tcharan! Circo de Experiências
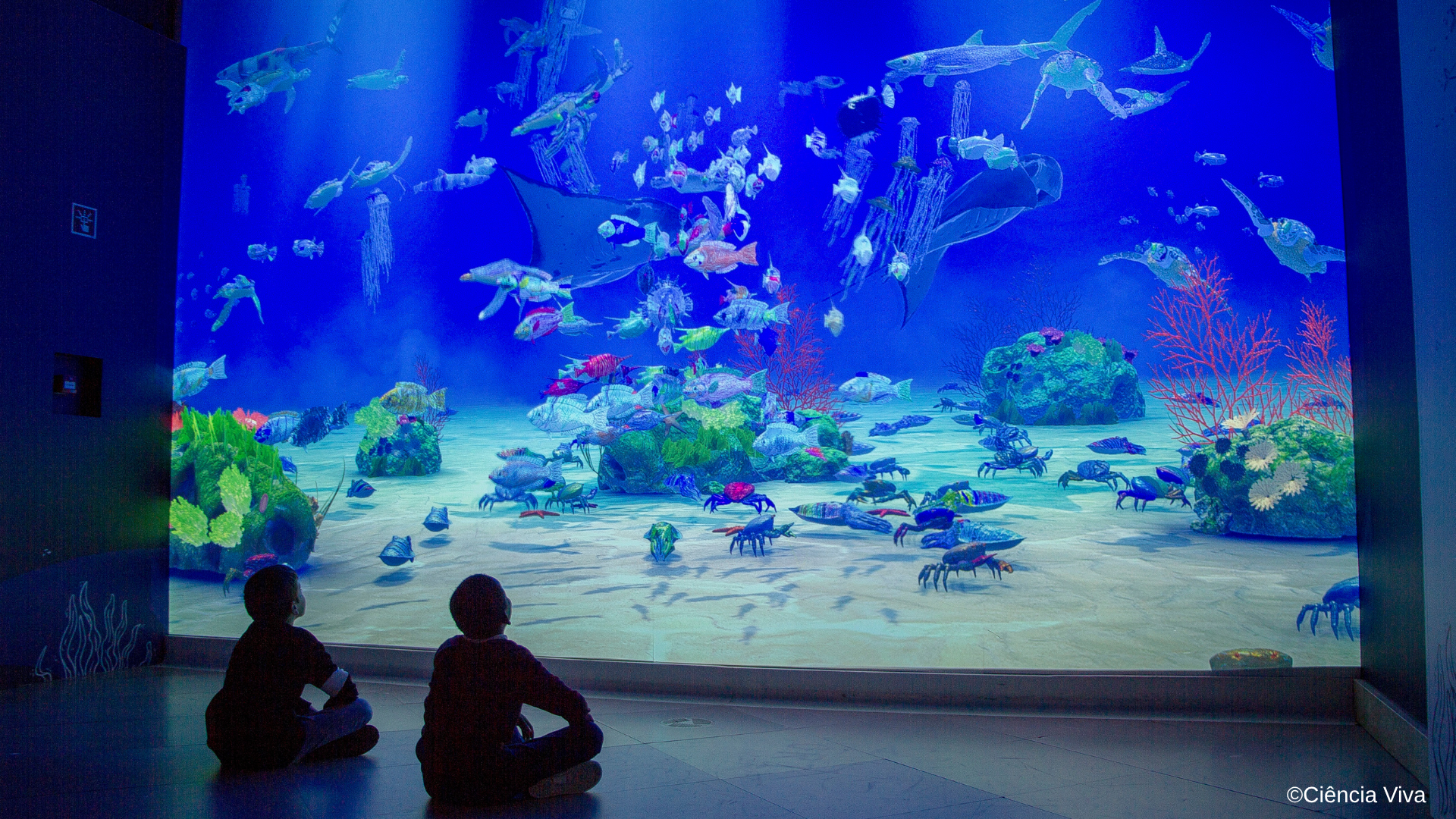
Fishanário
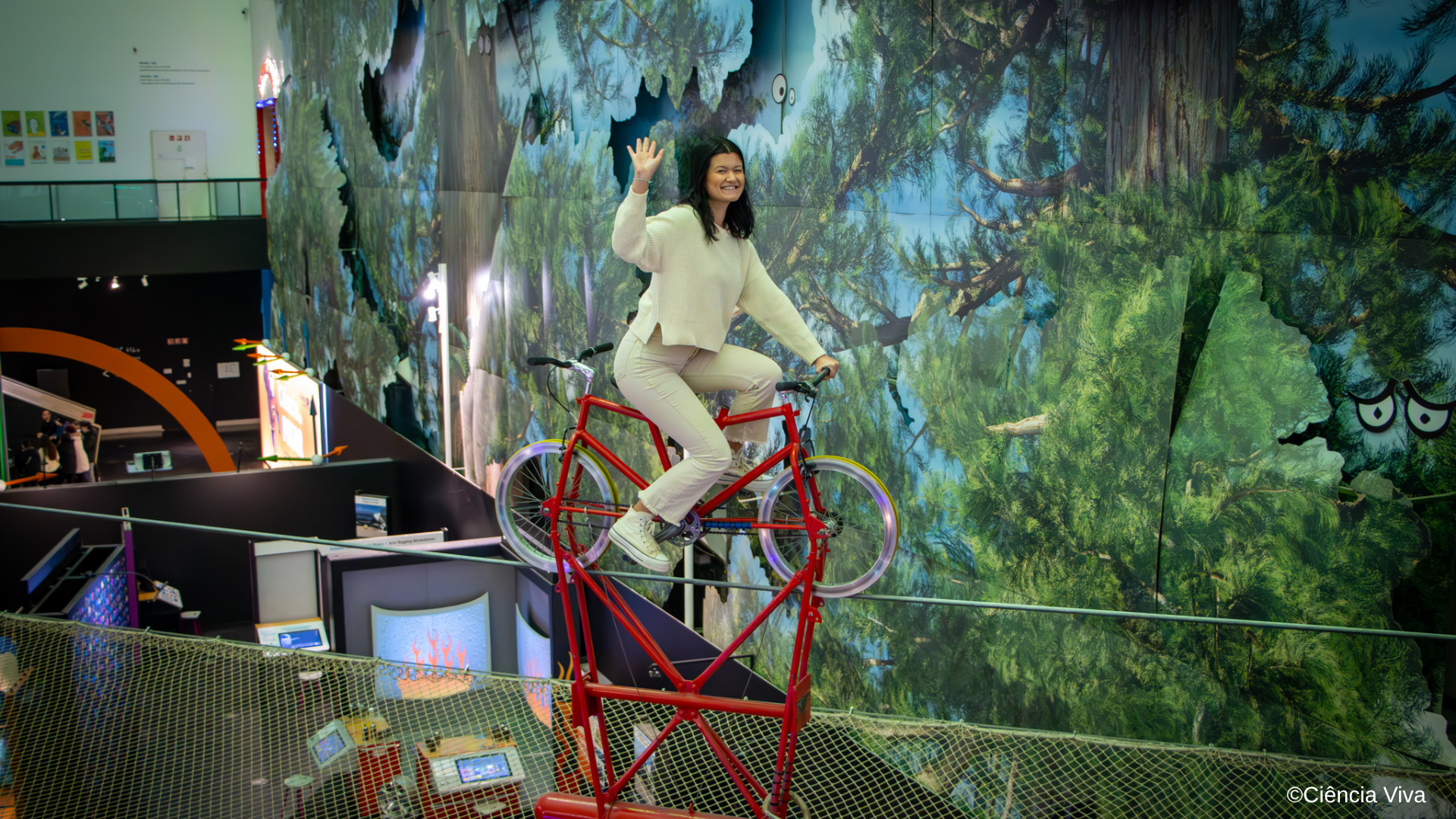
Bicicleta Voadora

A exposição temporária atual no Pavilhão do Conhecimento é A Ciência da Pixar, que explora os bastidores dos filmes de animação da Pixar. Com mais de 50 experiências interativas, divididas por duas salas, esta exposição revela a ciência e a tecnologia por trás de filmes como Toy Story, Monstros e Companhia, À Procura de Nemo, ou o mais recente sucesso de bilheteira, Divertida-Mente.

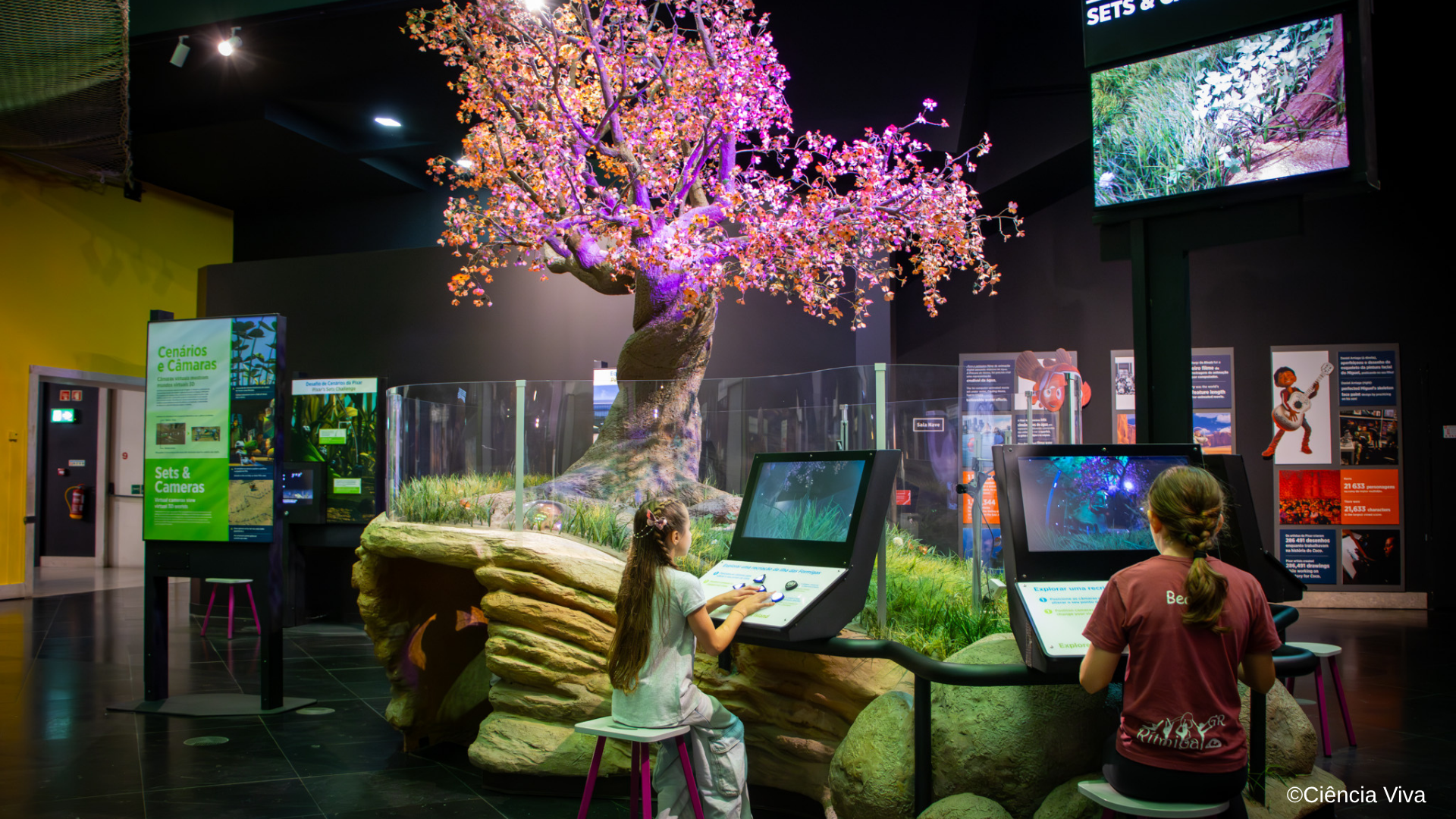
A Ciência da Pixar, no Pavilhão do Conhecimento até 14 de setembro de 2025.

## Bilheteira Solidária
Sob o lema "Porque a Ciência é para Tod@s", a Bilheteira Solidária no Pavilhão do Conhecimento garante, diariamente, 20 entradas gratuitas a indivíduos os famílias que desejem visitar este Centro Ciência Viva. 
Esta iniciativa surge em resposta à realidade atual, prevendo que qualquer cidadão, incluindo os que se encontram em deslocação forçada pela complexa situação global, tenha acesso ao conhecimento.

## Prémios e Distinções
A lista de prémios e distinções do Pavilhão do Conhecimento - Centro Ciência Viva iniciou-se em 1998, e está em constante atualização.
| 2024 | Prémio Melhor Museu para Famílias - Pumpkin                       |
| 2023 | Prémio Melhor Museu para Famílias - Pumpkin                       |
| 2022 | Prémio Melhor Museu para Famílias - Pumpkin                       |
| 2021 | Prémio Melhor Museu para Famílias - Pumpkin                       |
| 2018 | Prémio Melhor Museu para Famílias - Pumpkin                       |
| 2017 | Prémio Melhor Museu para Famílias - Pumpkin                       |
| 2016 | Reconhecimento "VIRAL"                                            |
| 2012 | Bolsa King Baudouin Foundation e Amgen International              |
| 2011 | Prémio Red Dot Design                                             |
| 2011 | Prémio Inclusão                                                   |
| 2011 | SEGD* Design Awards                                               |
| 2001 | Prémio de Homenagem da Sociedade Portuguesa de Esclerose Múltipla |
| 2000 | Prémio da Associação Portuguesa de Famílias Numerosas             |
| 1999 | Grande Prémio do Júri FAD                                         |
| 1998 | Prémio Valmor e Municipal de Arquitetura                          |